# IC 2563
IC 2563 је спирална галаксија у сазвјежђу Шмрк (Пумпа) која се налази на листи објеката дубоког неба у Индекс каталогу.
Деклинација објекта је - 32° 35' 48" а ректасцензија 10h 18m 51,9s. Привидна величина (магнитуда) објекта IC 2563 износи 14,9 а фотографска магнитуда 15,6. IC 2563 је још познат и под ознакама ESO 436-9, PGC 30125.